# Station Muszyna Zdrój
Station Muszyna Zdrój is een spoorwegstation in de Poolse plaats Muszyna.